# Jean-Gilles Massé
Jean-Gilles Massé, aussi connu sous le nom de Gilles Massé, né le 13 mai 1933 à Victoriaville et mort le 19 novembre 1991 à Arthabaska, est un homme politique québécois.

## Biographie
Jean-Gilles Massé étudie au Collège de Victoriaville et à l'École du meuble de Montréal. Il exerce le métier de concepteur et de dessinateur industriel avant de devenir directeur général du Conseil régional de développement du Centre-du-Québec de 1968 à 1970. Entrant alors en politique, il est élu député de la circonscription d'Arthabaska lors des élections générales de 1970. Lors de la formation de son cabinet, le premier ministre Robert Bourassa le nomme ministre des Richesses naturelles. Il conserve ce poste jusqu'au 30 juillet 1975 quand il annonce sa démission du cabinet pour raisons de santé. Il est remplacé à son poste par Jean Cournoyer. À l'expiration de son mandat de député, il est nommé commissaire à la Commission des accidents du travail du Québec.